# Ágnes Zsigmondi
Ágnes Zsigmondi McCraven (* ≈ 1954 in Budapest) ist eine ungarische Musikerin (Gesang, Blockflöte, Hirtenflöte, Komposition), die in den 1970er Jahren im Bereich der Folkmusic bekannt wurde.

## Leben und Wirken
Zsigmondi sang bereits im frühen Alter in ihrer Familie Volkslieder. 1970 wurde sie Mitglied der Folkband Orfeo, mit der auch Aufnahmen entstanden (Orfeo Zenészcsoport – 2011 / 1971). 1972 wechselte sie als Sängerin in das renommierte Volkstanzensemble Bihari. 1974 unternahm sie ihre erste internationale Tournee als Solosängerin der ungarischen Romaband Rajkó Zenekar. Zur gleichen Zeit begann sie ihr Studium am Bela-Bartok-Konservatorium in Budapest und gründete mit weiteren Musikern die Gruppe Kolinda, der sie als Leadsängerin bis 1978 angehörte, mit der sie international auftrat und drei Alben veröffentlichte. Dann nahm sie ihre Solokarriere in Budapest wieder auf. 1981 unterstützte sie Zsuzsa Koncz bei deren Album Menetrend (Hintergrundgesang). Weiterhin trug sie als Sängerin zu Iván Székelys Aufnahme der elektroakustischen Komposition For Alrun bei. Sie kehrte dann nach Paris zurück, wo sie als Solokünstlerin auftrat. 1983 war sie auch am Jazzalbum Intertwining Spirits ihres Mannes Steve McCraven beteiligt. 1985 zog sie mit ihrer Familie in die Vereinigten Staaten, wo sie ihren Sohn Makaya McCraven aufzog. Sie gab ein erstes Konzert in den USA im Speak Easy Club in New York und trat in vielen Clubs und Colleges in Neuengland auf.
1994 tourte Zsigmondi wieder mit Kolinda, mit der sie 1996 ein weiteres Album veröffentlichte, Ősz. Auch trat sie mit der Gruppe beim Internationalen Sziget-Festival im Sommer 2004 auf. Unter eigenem Namen hat sie die Alben Water Women (1992) und Change (2017), teils mit eigenen Arrangements und Kompositionen, aufgenommen.